# Tragia cearensis
Tragia cearensis är en törelväxtart som beskrevs av Ferdinand Albin Pax och Käthe Hoffmann. Tragia cearensis ingår i släktet Tragia och familjen törelväxter. Inga underarter finns listade i Catalogue of Life.